# 눈물의 박달재
"눈물의 박달재"는 1970년 공개된 대한민국의 영화이다.

## 배역
- 남궁원
- 김지미
- 도금봉
- 장혁